# オウカンエボシドリ
オウカンエボシドリ （学名：Tauraco hartlaubi）は、カッコウ目エボシドリ科に分類される鳥類。